# Chlosyne albiplaga
Chlosyne albiplaga är en fjärilsart som beskrevs av Samuel Francis Aaron 1885. Chlosyne albiplaga ingår i släktet Chlosyne och familjen praktfjärilar. Inga underarter finns listade i Catalogue of Life.